# Biegi narciarskie na Zimowych Igrzyskach Olimpijskich 2014 – sprint drużynowy kobiet
Sprint drużynowy kobiet rozgrywany w ramach biegów narciarskich na Zimowych Igrzyskach Olimpijskich 2014 odbył się 19 lutego na kompleksie narciarsko-biathlonowym „Łaura” w Krasnaja Polana. W każdym zespole znajdowały się dwie zawodniczki, które do przebiegnięcia miały po 3 zmiany każda. Zawodniczki rywalizowały stylem klasycznym.
Mistrzyniami olimpijskimi zostały Norweskie zawodniczki: Ingvild Flugstad Østberg oraz Marit Bjørgen. Na drugim miejscu uplasowała się drużyna Finlandii: Aino-Kaisa Saarinen i Kerttu Niskanen. Trzecie miejsce zajęła reprezentacja Szwecji: Ida Ingemarsdotter oraz Stina Nilsson.

## Terminarz
| Data      | Konkurencja | Godzina rozpoczęcia | Godzina rozpoczęcia |
| Data      | Konkurencja | Czas CET            | Czas lokalny        |
| --------- | ----------- | ------------------- | ------------------- |
| 19 lutego | Półfinały   | 10:15               | 13:15               |
| 19 lutego | Finał       | 12:45               | 15:45               |

## Wyniki

### Półfinały
Półfinał 1
| Miejsce | Nr | Reprezentacja            | Zawodniczki                            | Czas     | Strata   | Uwagi |
| ------- | -- | ------------------------ | -------------------------------------- | -------- | -------- | ----- |
| 1.      | 1  | Norwegia                 | Ingvild Flugstad Østberg Marit Bjørgen | 16:43,45 | –        | Q     |
| 2.      | 3  | Szwecja                  | Ida Ingemarsdotter Stina Nilsson       | 16:48,76 | +5,31    | Q     |
| 3.      | 2  | Stany Zjednoczone        | Sophie Caldwell Kikkan Randall         | 16:51,36 | +7,91    | LL    |
| 4.      | 7  | Szwajcaria               | Bettina Gruber Seraina Boner           | 17:02,14 | +18,69   | LL    |
| 5.      | 6  | Kanada                   | Perianne Jones Daria Gaiazova          | 17:09,13 | +25,68   |       |
| 6.      | 5  | Francja                  | Aurore Jean Célia Aymonier             | 17:10,07 | +26,62   |       |
| 7.      | 4  | Włochy                   | Ilaria Debertolis Gaia Vuerich         | 17:35,98 | +52,53   |       |
| 8.      | 8  | Chińska Republika Ludowa | Man Dandan Li Hongxue                  | 17:40,90 | +57,45   |       |
| 9.      | 9  | Kazachstan               | Jelena Kołomina Anastasija Słonowa     | 17:49,66 | +1:06,21 |       |

Półfinał 2
| Miejsce | Nr | Reprezentacja | Zawodniczki                         | Czas     | Strata   | Uwagi |
| ------- | -- | ------------- | ----------------------------------- | -------- | -------- | ----- |
| 1.      | 10 | Finlandia     | Aino-Kaisa Saarinen Kerttu Niskanen | 16:42,15 | –        | Q     |
| 2.      | 11 | Polska        | Sylwia Jaśkowiec Justyna Kowalczyk  | 16:49,43 | +7,28    | Q     |
| 3.      | 12 | Rosja         | Anastasija Docenko Julija Iwanowa   | 16:49,61 | +7,46    | LL    |
| 4.      | 13 | Niemcy        | Stefanie Böhler Denise Herrmann     | 16:58,98 | +16,83   | LL    |
| 5.      | 14 | Austria       | Kateřina Smutná Teresa Stadlober    | 16:59,50 | +17,35   | LL    |
| 6.      | 15 | Słowenia      | Alenka Čebašek Katja Višnar         | 17:00,32 | +18,17   | LL    |
| 7.      | 16 | Słowacja      | Alena Procházková Daniela Kotschová | 18:51,94 | +2:09,79 |       |
| 8 !     | 17 | Ukraina       | Marina Lisohor Kateryna Serdiuk     | DSQ      | DSQ      |       |

### Finał
| Miejsce | Nr | Reprezentacja     | Zawodniczki                            | Czas     | Strata |
| ------- | -- | ----------------- | -------------------------------------- | -------- | ------ |
| 1.      | 1  | Norwegia          | Ingvild Flugstad Østberg Marit Bjørgen | 16:04,05 | –      |
| 2.      | 11 | Finlandia         | Aino-Kaisa Saarinen Kerttu Niskanen    | 16:13,14 | +9,09  |
| 3.      | 3  | Szwecja           | Ida Ingemarsdotter Stina Nilsson       | 16:23,82 | +19,77 |
| 4.      | 12 | Niemcy            | Stefanie Böhler Denise Herrmann        | 16:24,97 | +20,94 |
| 5.      | 13 | Polska            | Sylwia Jaśkowiec Justyna Kowalczyk     | 16:35,54 | +31,49 |
| DSQ     | 14 | Rosja             | Anastasija Docenko Julija Iwanowa      | 16:44,91 | +40,86 |
| 7.      | 7  | Szwajcaria        | Bettina Gruber Seraina Boner           | 16:45,47 | +41,42 |
| 8.      | 2  | Stany Zjednoczone | Sophie Caldwell Kikkan Randall         | 16:48,08 | +44,03 |
| 9.      | 15 | Austria           | Kateřina Smutná Teresa Stadlober       | 16:49,16 | +45,11 |
| 10.     | 10 | Słowenia          | Alenka Čebašek Katja Višnar            | 16:57,98 | +53,93 |